# Scandale Ejima-Ikushima

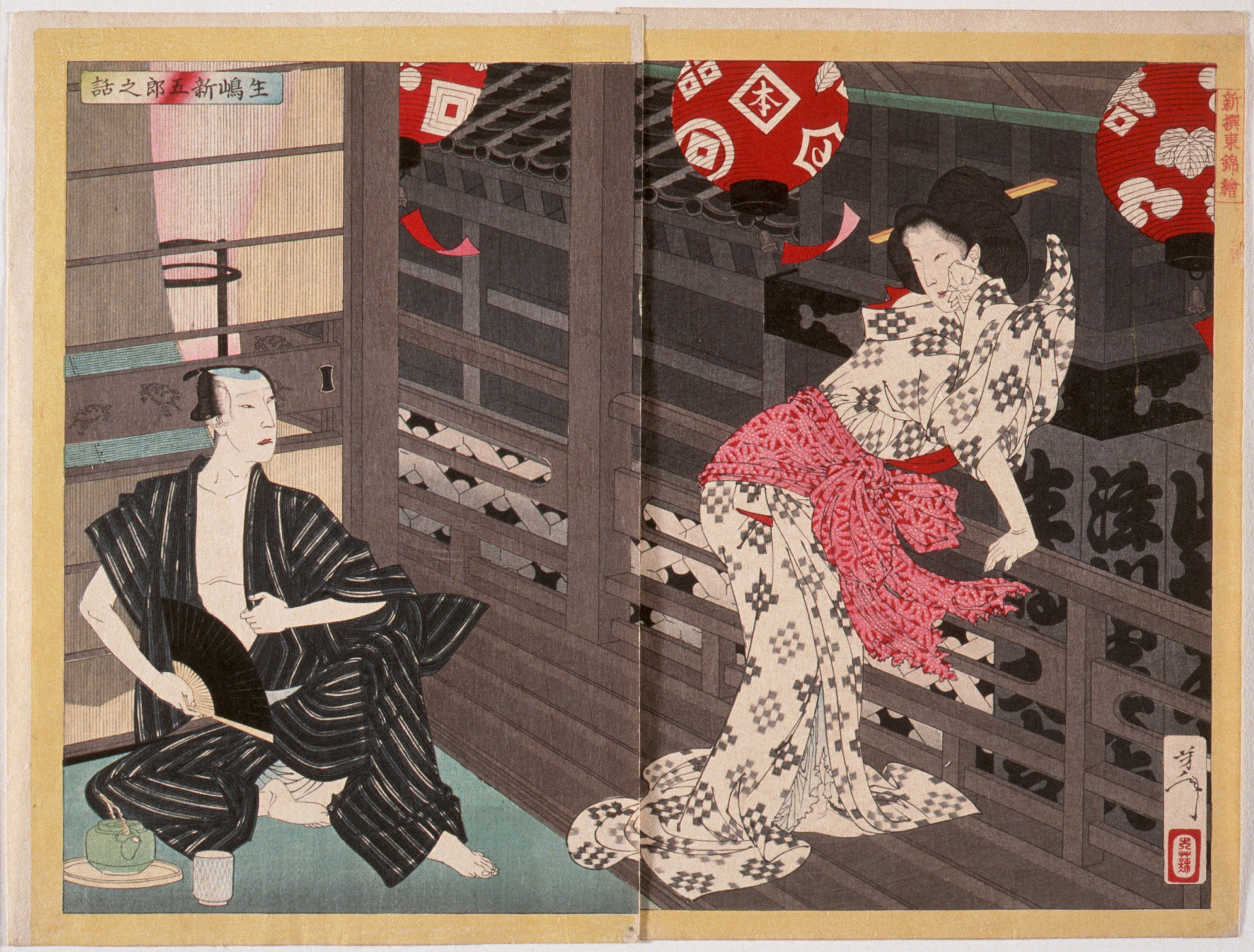
Estampe par Tsukioka Yoshitoshi (1886) mettant en scène l'acteur Ikushima à gauche et dame Ejima à droite à la maison de thé.

Le scandale Ejima-Ikushima (江島生島事件, Ejima Ikushima jiken) fut, en 1714, le plus grave scandaleayant touché le "gynécée" (Ōoku) du shogunat Tokugawa, pendant l'époque d'Edo.  

## Circonstances du drame
Le 12e jour du 1er mois de la 4e année de l'ère Shōtoku (le 26 février 1714), Ejima, une favorite du gynécée (Ōoku) se rend sur la tombe du shogun Tokugawa Ienobu, au nom de Gekkō-in, concubine du défunt et mère de Tokugawa Ietsugu shogun alors au pouvoir. Avant de retourner au château, invité par un fournisseur officiel de kimono du shogunat, elle accepte d'assister à un spectacle de kabuki où joue Ikushima Shingorō, un acteur alors très populaire et participe également à réception qui s'en suit. 
Mais les agapes finissent trop tard et Ejima ne parvient pas à retourner au palais avant la fermeture des portes. Alors qu'elle essaye de rejoindre ses appartements, les officiels du palais sont mis au courant et Ejima devient l'enjeu d'une lutte d'influence entre Gekkō-in et Ten'ei-in, l'épouse légitime d'Ienobu.

## Lutte de pouvoir
Deux factions s'opposent : d'une part on trouve Arai Hakuseki et Manabe Akifusa, les deux plus proches conseillers de Ienobu et Ietsugu qui ont contre eux les fudai daimyo et les membres du Conseil des Anciens. 
L'épouse légitime en profite pour lancer une enquête sur le gynécée (Ōoku). À la suite de la découverte de nombreuses infractions impliquant 1 300 personnes, les fautifs sont sanctionnés. 
Ejima elle-même tombe sous le coup d'une condamnation à mort, mais elle est finalement graciée et emprisonnée dans le fief des Takatō. Son frère est lui condamné à faire seppuku. Ikushima est banni sur Miyakejima.
À la suite du scandale, les théâtres de kabuki sont déménagés loin du château. Yamamura-za, le grand théâtre de kabuki où travaillait Ikushima est démantelé. Ten'ei-in savoure sa victoire.  
L'année suivante à la mort de Ietsugu, elle prend parti pour Tokugawa Yoshimune, qui devient le nouveau shogun.
Le scandale aura impacté la cour, le monde du kabuki mais les peintres de l'ukiyo-e, qui perdit là un de ses grands artistes : en effet, suite à cette affaire, le peintre Okazawa Genshichi (de son nom de naissance Kaigetsudo Ando) fut envoyé en exil à Oshima. Il dût mettre fin à une prometteuse carrière, même s'il continua tout de même de peindre.

## Le scandale Ejima-Ikushima dans la culture populaire
Le scandale Ejima-Ikushima a fait l'objet de pièces de kabuki, de pièces de musique japonaise traditionnelle accompagnant le kabuki mais aussi de chants nagauta, il a aussi inspiré la drame de nombreux (télé)films. Dans le film de 2006, Oh! Ooku, Yukie Nakama joue Ejima et Hidetoshi Nishijima Ikushima Shingorō. Dans une série télévisée diffusée en 1971, Ineko Arima jouait Ejima, et l'acteur de kabuki Takao Kataoka (aujourd'hui Kataoka Nizaemon XV) apparaissait dans le rôle d'Ikushima.

### Bilbiographie initiale
- 新井政義（編集者）『日本史事典』。東京：旺文社１９８７(p. 50)
- 竹内理三（編）『日本史小辞典』。東京：角川書店１９８５(p. 314)

- (ja) Cet article est partiellement ou en totalité issu de l’article de Wikipédia en japonais intitulé « 江島生島事件 » (voir la liste des auteurs).

- (en) Cet article est partiellement ou en totalité issu de l’article de Wikipédia en anglais intitulé « Ejima-Ikushima affair » (voir la liste des auteurs).